# Episodi di Metropolitan Police (ventiduesima stagione)
La ventiduesima stagione della serie televisiva Metropolitan Police è stata trasmessa in anteprima nel Regno Unito dalla Independent Television tra il 4 gennaio 2006 e il 28 dicembre 2006.
| nº | Titolo originale                    | Titolo italiano | Prima TV UK       | Prima TV Italia |
| -- | ----------------------------------- | --------------- | ----------------- | --------------- |
| 1  | Sequence of Events (Part 1)         |                 | 4 gennaio 2006    |                 |
| 2  | Sequence of Events (Part 2)         |                 | 5 gennaio 2006    |                 |
| 3  | Wrong Place, Wrong Time             |                 | 11 gennaio 2006   |                 |
| 4  | A Problem Multiplied                |                 | 12 gennaio 2006   |                 |
| 5  | Street Level Action                 |                 | 18 gennaio 2006   |                 |
| 6  | A Satisfying Day's Work             |                 | 19 gennaio 2006   |                 |
| 7  | Framed                              |                 | 25 gennaio 2006   |                 |
| 8  | Spirits                             |                 | 26 gennaio 2006   |                 |
| 9  | Breaking Point                      |                 | 1º febbraio 2006  |                 |
| 10 | The Lone Ranger                     |                 | 2 febbraio 2006   |                 |
| 11 | Condition: Critical (Part 1)        |                 | 8 febbraio 2006   |                 |
| 12 | Condition: Critical (Part 2)        |                 | 9 febbraio 2006   |                 |
| 13 | Missing (Part 1)                    |                 | 15 febbraio 2006  |                 |
| 14 | Missing (Part 2)                    |                 | 22 febbraio 2006  |                 |
| 15 | High Risk Decisions                 |                 | 23 febbraio 2006  |                 |
| 16 | Down Goes Another One               |                 | 1º marzo 2006     |                 |
| 17 | Experience and Education            |                 | 2 marzo 2006      |                 |
| 18 | A Rock and a Hard Place             |                 | 8 marzo 2006      |                 |
| 19 | Connections (Part 1)                |                 | 9 marzo 2006      |                 |
| 20 | Connections (Part 2)                |                 | 15 marzo 2006     |                 |
| 21 | A Bad Call (Part 1)                 |                 | 16 marzo 2006     |                 |
| 22 | A Bad Call (Part 2)                 |                 | 22 marzo 2006     |                 |
| 23 | High Flyers                         |                 | 23 marzo 2006     |                 |
| 24 | Special Relationships               |                 | 29 marzo 2006     |                 |
| 25 | Where We Belong (Part 1)            |                 | 30 marzo 2006     |                 |
| 26 | Where We Belong (Part 2)            |                 | 5 aprile 2006     |                 |
| 27 | Brother Love                        |                 | 6 aprile 2006     |                 |
| 28 | A Day to Remember                   |                 | 12 aprile 2006    |                 |
| 29 | A Glimmer of Hope                   |                 | 13 aprile 2006    |                 |
| 30 | To Be A Hero                        |                 | 19 aprile 2006    |                 |
| 31 | Echoes (Part 1)                     |                 | 20 aprile 2006    |                 |
| 32 | Echoes (Part 2)                     |                 | 26 aprile 2006    |                 |
| 33 | The Green Eyed Monster              |                 | 27 aprile 2006    |                 |
| 34 | Neglect of Duty                     |                 | 3 maggio 2006     |                 |
| 35 | Pursuit                             |                 | 4 maggio 2006     |                 |
| 36 | Up Against the Wall                 |                 | 11 maggio 2006    |                 |
| 37 | Too Little, Too Late (Part 1)       |                 | 18 maggio 2006    |                 |
| 38 | Too Little, Too Late (Part 2)       |                 | 25 maggio 2006    |                 |
| 39 | Desperation and Jealousy            |                 | 31 maggio 2006    |                 |
| 40 | The Quiet Ones                      |                 | 1º giugno 2006    |                 |
| 41 | Mistaken and Misspoken              |                 | 7 giugno 2006     |                 |
| 42 | Lack of Restraint                   |                 | 8 giugno 2006     |                 |
| 43 | Better the Devil You Know           |                 | 14 giugno 2006    |                 |
| 44 | Hit the Ground Running              |                 | 22 giugno 2006    |                 |
| 45 | One Man's Meat                      |                 | 28 giugno 2006    |                 |
| 46 | Cut Your Losses                     |                 | 29 giugno 2006    |                 |
| 47 | The Devil's Advocate (Part 1)       |                 | 6 luglio 2006     |                 |
| 48 | To Those Who Wait (Part 2)          |                 | 18 luglio 2006    |                 |
| 49 | Karma                               |                 | 19 luglio 2006    |                 |
| 50 | Harder They Fall                    |                 | 20 luglio 2006    |                 |
| 51 | Thrown to the Wolves                |                 | 26 luglio 2006    |                 |
| 52 | Bad Day at the Office               |                 | 27 luglio 2006    |                 |
| 53 | The Lines We Shouldn't Cross        |                 | 2 agosto 2006     |                 |
| 54 | Almost Human                        |                 | 3 agosto 2006     |                 |
| 55 | Moving On                           |                 | 10 agosto 2006    |                 |
| 56 | Chasing Shadows                     |                 | 16 agosto 2006    |                 |
| 57 | A Different Type of Threat (Part 1) |                 | 17 agosto 2006    |                 |
| 58 | A Different Type of Threat (Part 2) |                 | 23 agosto 2006    |                 |
| 59 | Love and Loss                       |                 | 24 agosto 2006    |                 |
| 60 | Fools Gold                          |                 | 30 agosto 2006    |                 |
| 61 | Beyond the Call of Duty             |                 | 31 agosto 2006    |                 |
| 62 | Salvation                           |                 | 6 settembre 2006  |                 |
| 63 | A Spanner in the Works              |                 | 7 settembre 2006  |                 |
| 64 | Little Black Book                   |                 | 13 settembre 2006 |                 |
| 65 | One Last Try (Part 1)               |                 | 14 settembre 2006 |                 |
| 66 | One Last Try (Part 2)               |                 | 19 settembre 2006 |                 |
| 67 | Long Lost Conscience                |                 | 20 settembre 2006 |                 |
| 68 | Immunity                            |                 | 21 settembre 2006 |                 |
| 69 | A Little Holiday (Part 1)           |                 | 27 settembre 2006 |                 |
| 70 | A Little Holiday (Part 2)           |                 | 28 settembre 2006 |                 |
| 71 | Turning the Tables (Part 1)         |                 | 4 ottobre 2006    |                 |
| 72 | Control of Impulse (Part 2)         |                 | 5 ottobre 2006    |                 |
| 73 | Hold Feet to the Fire               |                 | 11 ottobre 2006   |                 |
| 74 | The Wrong Man                       |                 | 12 ottobre 2006   |                 |
| 75 | The Long Arm of the Law             |                 | 18 ottobre 2006   |                 |
| 76 | Take Aim                            |                 | 19 ottobre 2006   |                 |
| 77 | The Big Day (Part 1)                |                 | 25 ottobre 2006   |                 |
| 78 | The Big Day (Part 2)                |                 | 26 ottobre 2006   |                 |
| 79 | Sum and Substance                   |                 | 2 novembre 2006   |                 |
| 80 | Honour Amongst Thieves              |                 | 8 novembre 2006   |                 |
| 81 | Every Jack has his Jill             |                 | 9 novembre 2006   |                 |
| 82 | Out With a Bang                     |                 | 15 novembre 2006  |                 |
| 83 | A Stiff Upper Lip                   |                 | 22 novembre 2006  |                 |
| 84 | Go For Gold                         |                 | 29 novembre 2006  |                 |
| 85 | Smell the Roses                     |                 | 6 dicembre 2006   |                 |
| 86 | Make No Apologies                   |                 | 7 dicembre 2006   |                 |
| 87 | Recover the Op                      |                 | 19 dicembre 2006  |                 |
| 88 | Hunted                              |                 | 20 dicembre 2006  |                 |
| 89 | With Good Grace                     |                 | 21 dicembre 2006  |                 |
| 90 | Foxtrap                             |                 | 27 dicembre 2006  |                 |
| 91 | Get on Your Bike                    |                 | 28 dicembre 2006  |                 |